# 奥萨区 (伊尔库茨克州)
奥萨区（俄语：Осинский район）是俄罗斯联邦伊尔库茨克州下辖的一个区，其行政中心为奥萨。据2016年统计，该区的人口为21047人。